# Салата Дмитро Якович
Дмитро Якович Салата (1900, с. Медвин Богуславського району — пом. 5 квітня 1938, Київ) — бандурист, учасник Медвинського повстання.
Українець, освіта початкова. Проживав у с. Медвин, колгоспник. Трійкою при УНКВС по Київській області 5 квітня 1938 року засуджений до розстрілу. Страчений більшовиками 5 квітня 1938 року. Місце поховання невідомо. Реабілітований у 1957 році.